# Omex
Omex település Franciaországban, Hautes-Pyrénées megyében. Lakosainak száma 222 fő (2022. január 1.). Omex Lourdes, Saint-Pé-de-Bigorre és Ségus községekkel határos.

## Népesség
A település népességének változása:
| Lakosok száma | 233  | 234  | 227  | 223  | 224  | 224  | 226  | 222  |
|               | 2013 | 2015 | 2017 | 2018 | 2019 | 2020 | 2021 | 2022 |